# (25273) Barrycarole
(25273) Barrycarole (1998 VN32) – planetoida z grupy pasa głównego asteroid okrążająca Słońce w ciągu 4,97 lat w średniej odległości 2,91 j.a. Odkryta 15 listopada 1998 roku.